# Lisière du Pacifique
Lisière du Pacifique est un roman de science-fiction de l'auteur américain Kim Stanley Robinson paru en 1990 sous le titre anglais de Pacific Edge. C'est le troisième tome de la trilogie Orange County (en), les deux autres étant Le Rivage oublié et La Côte dorée.

## Editions
La version anglaise est parue en 1990 chez Unwin Hyman. 
Ce roman n'a été publié en français que tardivement parce que Denoël et J'ai Lu, lors de sa parution, l'ont refusé. L'écologie politique ne faisant pas partie de leur ligne éditoriale. 
Il n'a donc été traduit qu'en 2021 par Stéphan Lambadaris et est paru chez Les Moutons électriques. 

## Résumé
Comme les autres tomes de la trilogie, l'histoire se déroule en Californie dans un avenir proche. Kevin Clayborne, un jeune architecte rénove des habitations pour les rendre écologiques. Il vit dans la petite ville d'El Modena qui a gardé une taille humaine. Tout le monde participe à la vie sociale ou politique de la ville. Tout le monde y roule à vélo et fait vivre la ville. C'est ainsi que Kevin se voit nommer au conseil municipal et il va découvrir certaines malversations dans lesquelles le maire de la ville ainsi qu'une société immobilière, qui veut construire sur la dernière colline naturelle de la ville, sont impliqués. Le maire est aussi l'ex-amant de la femme qu'il aime et Kevin va se retrouver pris entre le projet du maire qu'il désapprouve et cette femme. 
Ce roman est une utopie où l'écologie-politique, la démocratie participative et les échanges sociaux sont les thèmes principaux. Contrairement au premier tome de la trilogie qui nous offrait une vision post-apocalyptique de l'avenir, celui-ci nous en offre une vision plus juste et plus écologique. 